# East Chevington
East Chevington är en civil parish i Storbritannien. Den ligger i grevskapet och kommunen Northumberland i riksdelen England, i den centrala delen av landet, 400 km norr om huvudstaden London. East Chevington ligger 14 meter över havet och antalet invånare är 1 751.
Byn East Chevington som gett namn till civil parishen finns inte längre. De större byarna är Broomhill, South Broomhill och Hadston.
Terrängen runt East Chevington är platt. Havet är nära East Chevington österut. Runt East Chevington är det ganska tätbefolkat, med 78 invånare per kvadratkilometer. Närmaste större samhälle är Blyth, 18,0 km söder om East Chevington. Trakten runt East Chevington består i huvudsak av gräsmarker.